# Балезинский район
Балези́нский район (удм. Балясин ёрос) — административно-территориальная единица и муниципальное образование (муниципальный округ, в 2005—2021 гг. — муниципальный район) в Удмуртской Республике Российской Федерации.
Располагается в северной части республики. Административный центр — посёлок Балезино.

## Физико-географические сведения
Район расположен в северной части республики и граничит с Глазовским, Красногорским, Игринским и Кезским районами, а также с Кировской областью и Пермским краем на севере. Северная часть района расположена на Верхнекамской возвышенности, южная — на Красногорской возвышенности, а центральную часть пересекает долина Чепцы. По территории района протекают реки — Чепца, Кеп, Лопья, Кама, Пызеп, Люк, Юнда.
Площадь района — 2434,67 км². Лесистость района 56,0 %, при средней по Удмуртии — 46,8 %. В районе преобладают дерново-среднеподзолистые почвы.

## История
Район образован 15 июля 1929 года из 20 сельсоветов Балезинской и Ягошурской волостей Глазовского уезда.
20 октября 1933 года Президиум ВЦИК постановил «Перечислить Прохоровский сельсовет, Юкаменского района, Удмуртской автономной области, в Балезинский район той же области».
27 ноября 1956 года к Балезинскому району присоединили часть территории упразднённого Зуринского района.
С 1963 по 1965 годы на основе района существовал Балезинский сельский район, в состав которого помимо сельсоветов Балезинского района входили сельсоветы Карсовайского и Красногорского районов.
В рамках организации местного самоуправления с 2005 до 2021 год функционировал муниципальный район. Законом Удмуртской Республики от 17 мая 2021 года муниципальный район и все входящие в его состав сельские поселения через объединение к 30 мая 2021 года преобразованы в муниципальный округ Балезинский район.

## Население
| 1959    | 1970    | 1979    | 1989    | 2002    | 2009    | 2010    | 2011    | 2012    |
| ------- | ------- | ------- | ------- | ------- | ------- | ------- | ------- | ------- |
| 42 062  | ↗50 462 | ↘45 446 | ↘43 555 | ↘38 443 | ↘36 635 | ↘34 617 | ↘34 466 | ↘33 896 |
| 2013    | 2014    | 2015    | 2016    | 2017    | 2018    | 2019    | 2020    | 2021    |
| ↘33 437 | ↘32 810 | ↘32 328 | ↘31 848 | ↘31 308 | ↘30 904 | ↘30 459 | ↘29 779 | ↘27 857 |
| 2023    |         |         |         |         |         |         |         |         |
| ↘27 261 |         |         |         |         |         |         |         |         |

Демография
В 2011 году рождаемость составила 16,1 ‰, смертность — 17,6 ‰, естественная убыль населения — 1,5 ‰, при приросте в среднем по Удмуртии — 1,0 ‰. Население района также сокращаться за счёт миграционной убыли (разницы между числом выбывших и прибывших на территорию района), в 2011 году миграционная убыль населения составила 522 человека.

### Национальный состав
По результатам переписи 2020 года, среди населения района удмурты составляли 46,1 %, русские — 42,1 %, татары — 9,6 %. Балезинский район один из 16 сельских районов республики, где удмурты составляют большинство.

## Административное деление
В Балезинский район как административно-территориальную единицу входят 17 сельсоветов. Сельсоветы (сельские администрации) одноимённы образованным в их границах сельским поселениям.
В муниципальный район с 2005 до 2021 гг. входили 17 муниципальных образований со статусом сельских поселений.
| №  | Сельское поселение | Административный центр | Количество населённых пунктов | Население | Площадь, км2 |
| -- | ------------------ | ---------------------- | ----------------------------- | --------- | ------------ |
| 1  | Андрейшурское      | село Андрейшур         | 12                            | ↘709      | 266,21       |
| 2  | Балезинское        | посёлок Балезино       | 1                             | ↘14 459   | 11,54        |
| 3  | Большеварыжское    | деревня Большой Варыж  | 3                             | ↘212      | 47,24        |
| 4  | Верх-Люкинское     | деревня Верх-Люкино    | 10                            | ↘373      | 68,30        |
| 5  | Воегуртское        | деревня Воегурт        | 15                            | ↘1803     | 133,00       |
| 6  | Исаковское         | деревня Исаково        | 7                             | ↘696      | 75,12        |
| 7  | Каменно-Задельское | село Каменное Заделье  | 7                             | ↘563      | 73,32        |
| 8  | Карсовайское       | село Карсовай          | 17                            | ↘1738     | 282,87       |
| 9  | Кестымское         | деревня Кестым         | 5                             | ↘832      | 72,78        |
| 10 | Киршонское         | деревня Киршонки       | 9                             | ↘311      | 52,86        |
| 11 | Кожильское         | деревня Кожило         | 8                             | ↗2110     | 117,02       |
| 12 | Люкское            | село Люк               | 5                             | ↘714      | 78,94        |
| 13 | Пыбьинское         | село Пыбья             | 5                             | ↘634      | 56,75        |
| 14 | Сергинское         | село Сергино           | 13                            | ↘693      | 145,14       |
| 15 | Турецкое           | село Турецкое          | 2                             | ↗417      | 44,01        |
| 16 | Эркешевское        | деревня Эркешево       | 7                             | ↘510      | 72,05        |
| 17 | Юндинское          | село Юнда              | 10                            | ↘1083     | 149,90       |

### Населённые пункты
В Балезинский район входят 136 населённых пунктов.
| №   | Населённый пункт     | Тип              | Население | Сельское поселение |
| --- | -------------------- | ---------------- | --------- | ------------------ |
| 1   | Адам                 | деревня          | ↗27       | Воегуртское        |
| 2   | Адам                 | починок          | ↘47       | Карсовайское       |
| 3   | Андреевцы            | деревня          | ↗234      | Карсовайское       |
| 4   | Андрейшур            | село             | ↘652      | Андрейшурское      |
| 5   | Архипята             | деревня          | →37       | Сергинское         |
| 6   | Афонино              | деревня          | ↘51       | Сергинское         |
| 7   | Ахмади               | деревня          | ↘108      | Юндинское          |
| 8   | Базаны               | деревня          | ↗195      | Карсовайское       |
| 9   | Балезино             | посёлок          | ↘14 459   | Балезинское        |
| 10  | Балезино             | село             | ↗544      | Кожильское         |
| 11  | Балезино-3           | населённый пункт | ↗1949     | Воегуртское        |
| 12  | Бахтиево             | деревня          | ↗8        | Исаковское         |
| 13  | Бектыш               | деревня          | ↘11       | Юндинское          |
| 14  | Беляны               | деревня          | ↘8        | Андрейшурское      |
| 15  | Бисарпи              | деревня          | →3        | Кожильское         |
| 16  | Битчимшур            | деревня          | ↗49       | Каменно-Задельское |
| 17  | Бозгон               | деревня          | ↘7        | Каменно-Задельское |
| 18  | Большое Сазаново     | деревня          | ↗583      | Люкское            |
| 19  | Большой Варыж        | деревня          | ↗252      | Большеварыжское    |
| 20  | Большой Унтем        | деревня          | ↗189      | Турецкое           |
| 21  | Бурино               | деревня          | ↗140      | Каменно-Задельское |
| 22  | Быдыпи               | деревня          | ↗355      | Кожильское         |
| 23  | Ваньки               | деревня          | ↘44       | Сергинское         |
| 24  | Ванягурт             | деревня          | →0        | Пыбьинское         |
| 25  | Васенки              | деревня          | ↗20       | Сергинское         |
| 26  | Василята             | деревня          | ↘59       | Сергинское         |
| 27  | Васютенки            | деревня          | ↗156      | Карсовайское       |
| 28  | Верх-Кестым          | деревня          | ↗58       | Пыбьинское         |
| 29  | Верх-Люк             | деревня          | ↗35       | Андрейшурское      |
| 30  | Верх-Люкино          | деревня          | ↗425      | Верх-Люкинское     |
| 31  | Верх-Туга            | деревня          | ↘5        | Андрейшурское      |
| 32  | Воегурт              | деревня          | ↗599      | Воегуртское        |
| 33  | Возешур              | деревня          | ↗25       | Верх-Люкинское     |
| 34  | Вотино               | деревня          | →0        | Юндинское          |
| 35  | Гаревская            | деревня          | ↘95       | Сергинское         |
| 36  | Гарченцы             | деревня          | ↗29       | Сергинское         |
| 37  | Гордино              | деревня          | ↗117      | Кестымское         |
| 38  | Гуменки              | деревня          | ↗11       | Верх-Люкинское     |
| 39  | Демино               | деревня          | ↗36       | Верх-Люкинское     |
| 40  | Дениспи              | деревня          | →31       | Кожильское         |
| 41  | Дома 1186 км         | починок          | →5        | Кестымское         |
| 42  | Дома 1189 км         | населённый пункт | →11       | Кожильское         |
| 43  | Дома 1205 км         | починок          | ↗19       | Воегуртское        |
| 44  | Дома 1208 км         | хутор            | ↗9        | Воегуртское        |
| 45  | Дома 1211 км         | хутор            | ↗2        | Воегуртское        |
| 46  | Дома 1214 км         | починок          | ↘1        | Воегуртское        |
| 47  | Ермилово             | деревня          | ↗1        | Исаковское         |
| 48  | Жобшур               | деревня          | →23       | Верх-Люкинское     |
| 49  | Замятьево            | деревня          | ↗6        | Эркешевское        |
| 50  | Заречный             | село             | ↘158      | Воегуртское        |
| 51  | Зилай                | деревня          | ↗12       | Андрейшурское      |
| 52  | Зилай                | село             | ↗30       | Андрейшурское      |
| 53  | Зотино               | деревня          | ↗140      | Эркешевское        |
| 54  | Зяниево              | деревня          | ↗20       | Эркешевское        |
| 55  | Зятчашур             | деревня          | ↗100      | Большеварыжское    |
| 56  | Исаково              | деревня          | ↗606      | Исаковское         |
| 57  | Каменное Заделье     | село             | ↗476      | Каменно-Задельское |
| 58  | Карйыл               | деревня          | ↘6        | Каменно-Задельское |
| 59  | Карсовай             | село             | ↗1893     | Карсовайское       |
| 60  | Кер-Нюра             | деревня          | ↗38       | Исаковское         |
| 61  | Кестым               | деревня          | ↗837      | Кестымское         |
| 62  | Кипрята              | деревня          | ↘86       | Сергинское         |
| 63  | Киренки              | деревня          | ↗24       | Карсовайское       |
| 64  | Кирино               | село             | ↗47       | Киршонское         |
| 65  | Киршонки             | деревня          | ↗289      | Киршонское         |
| 66  | Кобиньпи             | деревня          | ↗2        | Исаковское         |
| 67  | Кожило               | деревня          | ↗835      | Кожильское         |
| 68  | Коньково             | деревня          | →4        | Карсовайское       |
| 69  | Коровай              | деревня          | ↘19       | Кестымское         |
| 70  | Коровино             | деревня          | →33       | Сергинское         |
| 71  | Коршуново            | деревня          | ↗139      | Люкское            |
| 72  | Котегово             | деревня          | ↘252      | Юндинское          |
| 73  | Котомка              | деревня          | ↗49       | Кестымское         |
| 74  | Кузем                | деревня          | ↗19       | Верх-Люкинское     |
| 75  | Лебеди               | деревня          | ↘1        | Юндинское          |
| 76  | Люк                  | деревня          | ↘161      | Андрейшурское      |
| 77  | Люк                  | село             | ↘78       | Люкское            |
| 78  | Максенки             | деревня          | ↗15       | Карсовайское       |
| 79  | Малое Сазаново       | деревня          | ↗194      | Люкское            |
| 80  | Малый Ягошур         | деревня          | ↗1        | Исаковское         |
| 81  | Мартелёнки           | деревня          | ↘13       | Киршонское         |
| 82  | Марченки             | деревня          | ↗77       | Карсовайское       |
| 83  | Мокино               | деревня          | →0        | Верх-Люкинское     |
| 84  | Мосены               | деревня          | ↗53       | Карсовайское       |
| 85  | Мувыръяг             | деревня          | ↗10       | Карсовайское       |
| 86  | Некрасовцы           | деревня          | ↘17       | Сергинское         |
| 87  | Нововолково          | село             | ↘424      | Андрейшурское      |
| 88  | Новое Липово         | деревня          | ↗22       | Большеварыжское    |
| 89  | Новоселы             | деревня          | ↗36       | Карсовайское       |
| 90  | Новый Кеп            | деревня          | ↗65       | Андрейшурское      |
| 91  | Нурызово             | деревня          | ↗159      | Пыбьинское         |
| 92  | Оросово              | деревня          | ↗308      | Эркешевское        |
| 93  | Павлушата            | деревня          | ↗30       | Карсовайское       |
| 94  | Падера               | деревня          | ↘451      | Юндинское          |
| 95  | Петровцы             | деревня          | ↘23       | Карсовайское       |
| 96  | Петровцы             | хутор            | →2        | Сергинское         |
| 97  | Петухово             | деревня          | ↗46       | Киршонское         |
| 98  | Пибаньшур            | деревня          | ↗88       | Воегуртское        |
| 99  | Пироково             | деревня          | ↘16       | Юндинское          |
| 100 | Подборново           | деревня          | ↗123      | Пыбьинское         |
| 101 | Полишонки            | деревня          | →10       | Верх-Люкинское     |
| 102 | Порошино             | деревня          | →0        | Карсовайское       |
| 103 | Потемкино            | деревня          | →0        | Юндинское          |
| 104 | Пулыб                | деревня          | ↗12       | Андрейшурское      |
| 105 | Пыбья                | село             | ↗511      | Пыбьинское         |
| 106 | Пышкец               | деревня          | ↗107      | Воегуртское        |
| 107 | Рахмал               | деревня          | →1        | Киршонское         |
| 108 | Речка Люк            | деревня          | ↗83       | Каменно-Задельское |
| 109 | Русский Пибаньшур    | деревня          | ↘0        | Воегуртское        |
| 110 | Север                | деревня          | ↗5        | Карсовайское       |
| 111 | Седъяр               | деревня          | ↘12       | Каменно-Задельское |
| 112 | Сенькачум            | деревня          | →1        | Андрейшурское      |
| 113 | Сергино              | село             | ↘413      | Сергинское         |
| 114 | Сизево               | деревня          | ↗42       | Верх-Люкинское     |
| 115 | Сосновка             | деревня          | ↗113      | Киршонское         |
| 116 | Старый Кеп           | деревня          | ↗1        | Андрейшурское      |
| 117 | Такапи               | деревня          | ↗477      | Кожильское         |
| 118 | Торлино              | деревня          | →0        | Эркешевское        |
| 119 | Тугей                | деревня          | →1        | Киршонское         |
| 120 | Тукташ               | деревня          | ↗77       | Воегуртское        |
| 121 | Турецкое             | село             | ↗453      | Турецкое           |
| 122 | У Речки Даниловка    | деревня          | →0        | Киршонское         |
| 123 | Удмуртский Пибаньшур | деревня          | ↘31       | Воегуртское        |
| 124 | Ушур                 | деревня          | ↗409      | Исаковское         |
| 125 | Чебаны               | деревня          | ↗18       | Карсовайское       |
| 126 | Чуялуд               | деревня          | ↗116      | Эркешевское        |
| 127 | Шарпа                | деревня          | ↘112      | Сергинское         |
| 128 | Шолоково             | деревня          | ↗193      | Кожильское         |
| 129 | Шур                  | деревня          | ↘44       | Воегуртское        |
| 130 | Шур                  | починок          | →0        | Воегуртское        |
| 131 | Эркешево             | деревня          | ↗307      | Эркешевское        |
| 132 | Юлдырь               | деревня          | ↘54       | Люкское            |
| 133 | Юнда                 | село             | ↘431      | Юндинское          |
| 134 | Ягварь               | деревня          | ↘0        | Киршонское         |
| 135 | Ягошур               | деревня          | ↗21       | Верх-Люкинское     |
| 136 | Ягошур               | село             | ↗112      | Юндинское          |

Упразднённые населённые пункты
- 2004 год — деревни Диньшур, У речки Кузи, Денисенки, Митино, Лаврушонки; населённые пункты Дома 5 км, Дома 1187 км, Дома 1199 км и Дома 1197 км; кордон Кордон[51]; посёлок Чепецкий[52].

## Местное самоуправление
Государственная власть в районе осуществляется на основании Устава, структуру органов местного самоуправления муниципального района составляют:
1. Районный Совет депутатов — представительный орган местного самоуправления, в составе 35 депутатов, избирается каждые 5 лет.
2. Глава муниципального образования — высшее должностное лицо района, избирается Советом из своего состава. Должность Главы района занимает — Новойдарский Юрий Васильевич.
3. Администрация муниципального образования — исполнительно-распорядительный орган муниципального района. Глава Администрации района назначается на должность Советом по результатам конкурса. Должность Главы Администрации района занимает — Князев Сергей Яковлевич.

Символика района
Официальными символами муниципального района являются гимн, герб и флаг, отражающие исторические, культурные, национальные и иные местные традиции и особенности.
Бюджет района
Исполнение консолидированного бюджета района за 2009 год:
- Доходы — 533,1 миллионов рублей, в том числе собственные доходы — 66,6 миллионов рублей (12,5 % доходов).
- Расходы — 544,4 миллионов рублей. Основные статьи расходов: ЖКХ — 62,8 миллионов рублей, образование — 274,0 миллионов рублей, культура — 33,7 миллионов рублей, здравоохранение — 52,9 миллионов рублей, социальная политика — 35,1 миллионов рублей.

## Социальная инфраструктура
Система образования представлена 33 школами (из которых — 21 средняя), музыкальной школой, центром детского творчества, 32 детскими садами и БОУ НПО Профессиональное училище № 48. Архивная копия от 18 сентября 2017 на Wayback Machine Медицинскую помощь населению оказывают центральная районная больница в Балезино, участковая больница в селе Карсовай и 40 фельдшерско-акушерских пунктов. Также в районе действуют 34 дома культуры и сельских клуба и 27 библиотек. В посёлке Балезино располагается детский дом.

## Экономика
Промышленность

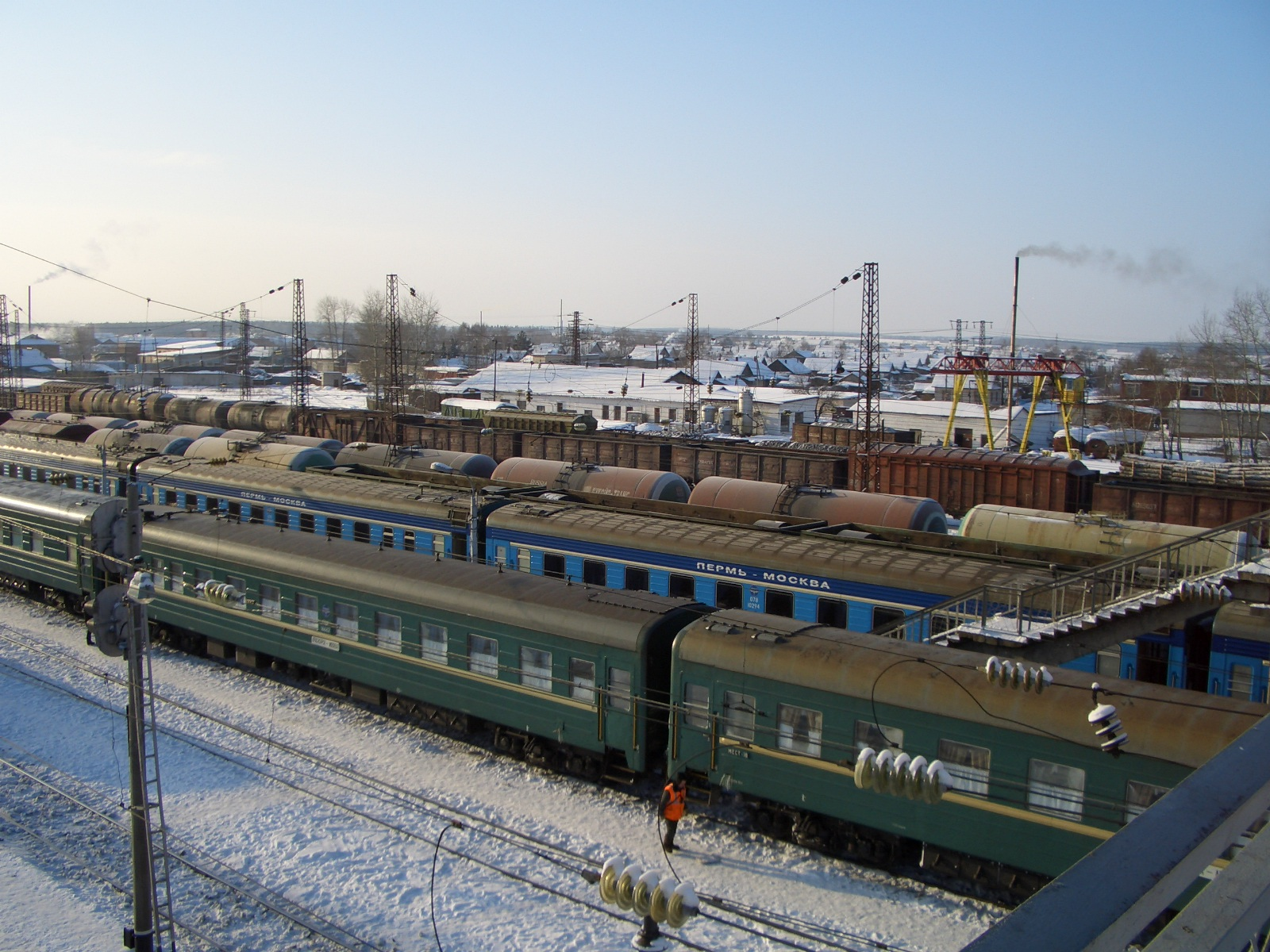
Железнодорожная станция в Балезино

- ОАО «Балезинский литейно-механический завод» — производство различного литья от кухонной посуды до водозаборных колонок[56]
- ООО «Балезинский деревообрабатывающий комбинат» — производство комплектов щитовых сборных домов
- ОАО «Балезинское ремонтно-техническое предприятие» — ремонт сельскохозяйственной техники
- ООО «Спиртзавод „Балезинский“»

Сельское хозяйство
Основные направления сельского хозяйства — мясо-молочное животноводстворастениеводство, в районе 19 сельхозорганизаций и 12 крестьянских фермерских хозяйств. В общей структуре сельскохозяйственных площадей зерновые и зернобобовые составляют 46 %, кормовые культуры — 53 %.
В 2009 году площадь сельскохозяйственных угодий в Балезинском районе составляла 93,3 тысяч га. Выращиваются зерновые, картофель, овощи.
Поголовье крупного рогатого скота в 2009 году составляло 25611 голов.
Транспорт
По территории района проходит железная дорога, на которой в пределах района расположено 8 станций и остановочных пунктов. Протяжённость автодорожной сети района составляет — 615 км, плотность автомобильных дорог — 0,253 км/км².

## Люди, связанные с районом
- Волков, Макар Иосифович (1903 — 1995) — удмуртский писатель. Родился в д. Саламатово Балезинского района.
- Русских, Афанасий Афанасьевич — герой Советского Союза
- Луппов, Владимир Васильевич — герой Советского Союза
- Лутовинов, Александр Ильич — председатель Собрания депутатов Ненецкого автономного округа.